# Papilio xanthopleura
Papilio xanthopleura là một loài bướm thuộc họ Bướm phượng (Papilionidae). 
Loài Papilio xanthopleura được mô tả năm 1868 bởi Godman & Salvin. Loài bướm Papilio xanthopleura sinh sống ở Peru và Brasil.

## Hình ảnh

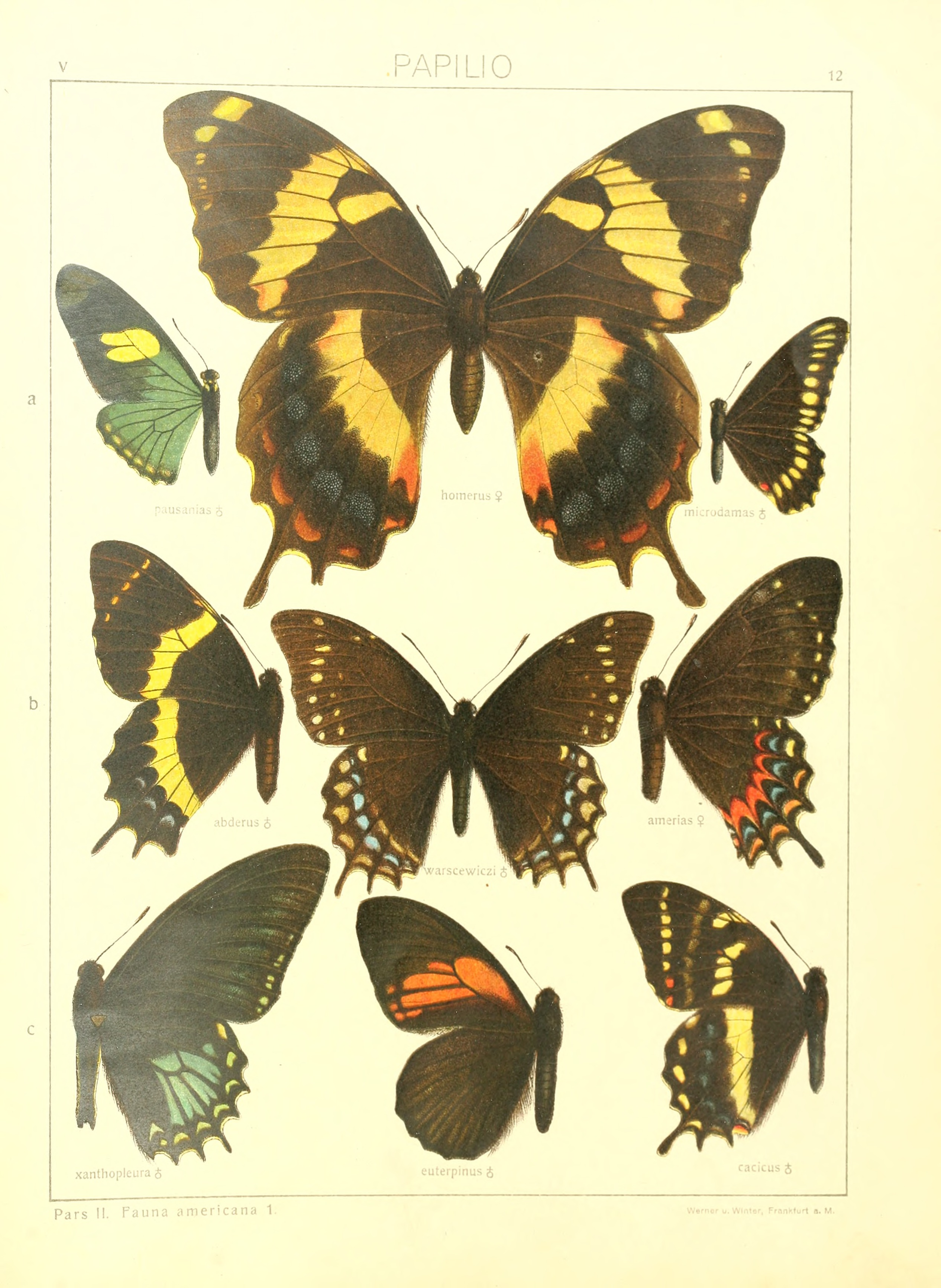